# Музична платформа
«Музична платформа. Найкраща пісня року» — українська щорічна музична премія, що вручається телеканалами Україна (2017—2022) та 1+1 Україна (2023—2024). Церемонія нагородження проходить в Палаці «Україна» у грудні, а офіційне оголошення переможців відбувається 31 грудня під час трансляції запису концерту «Новорічна Музична платформа. Найкраща пісня року». Нагородження супроводжується концертним шоу за участю номінованих артистів та запрошених зірок.

## Премія 2017

### Музична платформа до нового року
У 2017 році 26 найкращих пісень року було обрано телеглядачами каналу «Україна»:
1. Ніна Матвієнко - Ой, стояла липка
2. Ірина Білик - Дед Мороз
3. Ірина Білик - Волшебники
4. Олег Винник - С Новым Годом
5. Олег Винник - Нино
6. Олег Винник - Плен
7. Наталя Могилевська - Завелась
8. Наталія Могилевська - Все хорошо
9. Monatik - Выходной
10. Monatik - Кружит
11. Олександр Пономарьов - Полонений
12. Віктор Павлік - Тарам-там
13. Лісапєтний Батальйон - Сама Файна
14. Тоня Матвієнко та Lama - Мій Милий
15. Арсен Мірзоян - IA
16. Світлана Тарабарова - Я кажу так
17. Клей Угрюмого - Беременна
18. Гарік Кричевський - Есть только ты
19. Alyosha - Бегу
20. Віталій Козловський - Отпускаю На
21. Анастсія Приходько - Любовь Дура
22. SOE - Больше не будет
23. Злата Огнєвіч - Новорічне диско
24. Aviator - Вновь к тебе
25. Real O - Вишня
26. Оксана Білозір - Доля

## Премія 2018
У 2018 році 29 найкращих пісень року було обрано телеглядачами каналу «Україна»:
1. Олег Винник - Нино
2. Олег Винник - С Новым Годом
3. Наталія Могилевська - Я танцевала
4. MONATIK - Витамин D
5. НеАнгели - Сережа
6. DZIDZIO та Оля Цибульська - Чекаю. Цьом
7. NK (Настя Каменских) - Влюбленные люди
8. Оля Полякова - Бывший
9. Лісапетний Батальйон - Кум Зараза
10. Олександр Пономарьов - Полонений
11. DZIDZIO - Банда-Банда
12. TIK - Альо-На
13. Злата Огнєвіч - Танцювати
14. ALEKSEEV - Чувствую душой
15. TARABAROVA - Добре з тобою
16. Віктор Павлік - Приречений на любов
17. TAYANNA - Шкода
18. Оксана Білозір - Гойдалко
19. Dima Kolyadenko - Танцы-Шманцы
20. Alyosha - Калина
21. Віталій Козловський - Моє Море
22. OLEYNIK - Нет Времени
23. TamerlanAlena - Давай поговорим
24. Ділайс - Ждала тебя
25. SOE - Больше не будет
26. Ivan NAVI - Тимчасовий релакс
27. Sonya Kay - Знаю я твоя
28. Сена Кана - Truth or Dare
29. DILEMMA - На паті

## Премія 2019
У 2019 році 37 найкращих пісень року було обрано телеглядачами каналу «Україна»:
1. Оля Полякова — «Лед тронулся»
2. Оля Полякова — «Эй, секундочку»
3. Олег Винник — «Наталя-Наталі»
4. Олег Винник — «Роксолана»
5. NK І Настя Каменских — «Elefante»
6. MONATIK — «LOVE IT ритм»
7. MONATIK — «Каждый раз»
8. Сергій Бабкін — «Єви і Адами»
9. Ірина Білик — «Красная помада»
10. Gena VITER — «Voda»
11. TARABAROVA — «Мені казково»
12. Alyosha — «Дама»
13. TAYANNA — «Як плакала вона»
14. Злата Огнєвіч — «Солодка кара»
15. Олександр Пономарев — «Зима»
16. Michelle Andrade — «Tranquila»
17. Аліна Гросу — «VOVA»
18. Pianoboy та Alina Pash — «Перша леді»
19. Павло Зібров — «Вуса-бренд»
20. Jerry Heil — «Охрана, отмєна»
21. Артем Пивоваров — «2000»
22. М'ята — «Там, де рай»
23. NIKITA LOMAKIN — «Виолончель»
24. Ірина Федишин — «Білі троянди»
25. Gena VITER та Поліграф ШарікOFF — «Я ловлю от жизни кайф»
26. «DZIDZIO» — «Я міліонер»
27. «БЕZ ОБМЕЖЕНЬ» — «Зорі запалали»
28. «The Hardkiss» — «Жива»
29. «Антитіла» — «Вірила»
30. «KADNAY» — «Disco Girl»
31. «Freedom-Jazz» — «Купидон»
32. «Rumbero's» — «Вона така»
33. «DILEMMA» — «Шаленій»
34. «LETAY» — «Мила моя»
35. Лідія Каменських & Алла Кудлай — «Подруга»
36. Анна Буткевич — «Без гриму»
37. Таюне — «Бачу»

## Премія 2023
24 листопада 2023 року у МЦКМ "Жовтневий палац" премія "Музична Платформа" відзначила понад 20 пісень, які стали знаковими для українців у 2023 році
1. PROBASS ∆ HARDI & НАОНІ — «Доброго вечора, ми з України»
2. Monatik — «Vitamin D»
3. 100лиця & SKYLERR — «Вечорниці»
4. DISCOMAN — «Імена»
5. Наталія Могилевська — «Давай зустрінемо різдво разом»
6. Positiff — «Спалахи»
7. «Karta Svitu» — «Пес Патрон»
8. Ірина Федишин — «Замерзла вишня»
9. Іво Бобул & ДикоBrass — «Розмова з тобою»
10. Маша Кондратенко — «Люлі-люлі»
11. Амадор Лопес — «Не москаль»
12. Vera — «Дякую» (у телевізійній версії премії, що транслювалася на телеканалі 1+1 Україна, цей виступ було вирізано[13])
13. Mélovin — «Один на один»
14. Tayanna — «Кава і ти»
15. «Kadnay» — «КрапкаКома»
16. М'ята — «Iʼm sorry… Я вже ніколи»
17. Віталій Козловський — «Тихим дотиком»
18. Альона Омаргалієва — «Свята вода»
19. Ostrovskyi — «Цілував би»
20. Ivan Navi — «На мить»
21. Наталія Могилевська — «Я повертаюсь»
22. Gena Viter & АНЦЯ — «Поляна»
23. Cheev — «Гарно так»
24. Chico & Qatoshi — «Допоможе ЗСУ»
25. «Molodi» & Мішель Андраде — «Скарб»
26. Parfeniuk — «Поряд»
27. Nicole — «Разом нас мільйони»
28. SHUMEI — «Буревіями»
29. Monatik — «Про чарівну»
30. Альоша та Влад Дарвін — «Причастя»
31. Максим Бородін — «Якби не ти»
32. Lida Lee — «Прокидайся»
33. Enleo — «Чорнеморе»
34. Tamashi — «Розлюблю тебе»
35. Voloshyn & Хас — «Сонце»
36. «Енджі Крейда» — «Вреже»
37. Анна Трінчер — «Очі»
38. «100лиця» — «Троянди»